# 99 Posse
I 99 Posse sono un gruppo musicale italiano formatosi a Napoli nel 1991, scioltosi alla fine del 2001 e riunitosi nel 2009.
La formazione attuale comprende 'O Zulù (Luca Persico, voce), Marco Messina (campionatore e Dub Master), JRM (Massimo Jovine, basso), Simona Boo (seconda voce),  Giuseppe Spinelli (chitarra).

## Storia

### Anni '90
Come gruppo i 99 Posse nascono nel 1991 come diretta espressione del "Centro Sociale Occupato Autogestito" Officina 99. I primi singoli sono Rafaniello e Salario garantito. L'anno successivo, la storia dei 99 Posse viene segnata dalla stretta collaborazione con gli Almamegretta e soprattutto con i Bisca, con cui in seguito danno vita al supergruppo Bisca99Posse. Un album sconosciuto ai più, Live al Leoncavallo 1992, presenta, come prima traccia, O treno, con la base musicale che darà vita all'ultima traccia della band prima del temporaneo scioglimento, Stop that train, ma, a differenza di quest'ultima, con un testo a dir poco disimpegnato.
Il primo album dei 99 Posse, Curre curre guaglió, datato 1993, fa anche da colonna sonora del film Sud di Gabriele Salvatores, legato all'argomento dei centri sociali, in cui collabora anche un giovanissimo Speaker Cenzou. L'album si aggiudica la Targa Tenco come miglior contributo in dialetto dell'anno. Nel gennaio dello stesso anno il gruppo si esibisce dal vivo suonando la canzone Napoli nel programma televisivo Avanzi, in onda su Rai 3, esprimendo, alla fine della canzone, la propria contrarietà ad un presunto sgombero che avrebbe dovuto interessare in quel periodo il centro sociale Officina 99.
Nel 1994, oltre al doppio dal vivo dei Bisca99Posse Incredibile opposizione tour 94, nasce anche l'etichetta discografica Novenove, che lavora per dare spazio alle giovani voci emergenti che altrimenti non troverebbero spazio nell'industria musicale italiana. L'uscita di Guai a chi ci tocca determina la fine della collaborazione fra Bisca e 99 Posse, che tornarono a suonare ognuno con la propria originaria formazione e la prima apparizione nella discografia dei 99 Posse della cantante Maria Di Donna (in arte "Meg"), diventando parte integrante del gruppo a partire dall'album successivo. Nel 1996 i 99 Posse totalizzarono, con Cerco tiempo, oltre 80 000 copie vendute (conquistando così un "disco d'oro"). Il 1998, invece, è l'anno di Corto circuito, che raddoppiò le vendite di Cerco tiempo, raggiungendo le 160 000 copie.

### Nuovo millennio
Nel 2000 uscì il loro ultimo album completamente inedito, La vida que vendrà: infatti, l'ultimo album pubblicato dei 99 Posse al completo nel 2001 (anno in cui i 99 Posse si sono sciolti di fatto) intitolato NA9910º, in onore dei 10 anni del gruppo, contiene solo due tracce inedite: "Amerika" e "Stop that train". Anche questo album si aggiudica la Targa Tenco.
Alla fine del 2001, i 99 Posse presero strade diverse. 'O Zulù pubblicò un disco con il suo nuovo gruppo, gli Al Mukawama (dall'arabo, La resistenza) formato da Neil Perch degli Zion Train e Papa J oltre a Persico. Il disco omonimo è stato la colonna sonora del film Fame chimica di Antonio Bocola e Paolo Vari.
Ad ottobre 2004, Meg ha pubblicato il suo album d'esordio omonimo da solista. JRM è impegnato con Jovine, progetto musicale intrapreso insieme al fratello Valerio. A novembre del 2005 esce "Ora" (Manifesto/Novenove) e in poco più di due mesi vende circa 3000 copie. Marco Messina lavora al progetto "Resina" insieme al gruppo Retina.it e inoltre ha al suo attivo un album con Meg, con il nome di "La Tempesta", prodotto dai due sotto il nome di Nous, oltre a continuare a collaborare con lei di tanto in tanto.

Il 29 dicembre 2004 arriva la notizia dello scioglimento dei 99 Posse in un'intervista a Il Mattino e ripresa dal sito focolaio.it dove 'O Zulù dichiara:
- [Dobbiamo continuare a dire che i 99 sono in pausa?]
«Direi proprio di no. Per quello che mi riguarda ripeterei quello che hanno detto gli Smashing Pumpkins prima di sciogliersi: è stato bello, ci siamo divertiti, abbiamo fatto la musica che volevamo ed abbiamo avuto un pubblico che ci ha seguiti, per quello che suonavamo e per quello che dicevamo. Ora, per rispetto nostro e di chi ha creduto in noi, è tempo di chiudere quella storia. I motivi che hanno messo insieme i 99 Posse, tra musica e politica, ci spingono su strade diverse, spesso divergenti. Ognuno di noi fa le sue cose, il discorso è chiuso».
- [Senza possibilità di ripensamenti?]
«Certo, potremmo ritrovarci un giorno, ma è più probabile che io mi ritrovi con Dennis Bovell che con i 99 Posse».

Qualche mese dopo Meg fa capire in un'intervista a focolaio.it  che non considera chiusa definitivamente l'esperienza e che le dichiarazioni di 'O Zulù, pur essendo certamente rispettabili, erano probabilmente più un sentimento personale che del gruppo.

### Reunion
Il 18 luglio 2009 i 99 Posse sono tornati ad esibirsi insieme senza Meg a piazza del Gesù a Napoli, in un concerto organizzato dai movimenti napoletani contro la repressione e contro l'arresto di 21 attivisti per i fatti del G8 dell'Università di Torino: i 99 Posse dunque sono ritornati in attività dopo 7 anni.
Il 12 settembre 2009 i 99 Posse hanno ufficializzato la loro riunione con un concerto nella storica piazzetta Mercato a Napoli con le new entry Gennaro de Rosa alle percussioni e Peppe Siracusa (ex Aretuska) alla chitarra. A questo evento seguono altri concerti a Piacenza, Brindisi, Cosenza, Roma, Bologna, Milano, Torino per il lancio di un progetto sul rapporto tra nuove tecnologie e musica, comprendente laboratori di istituti scolastici scelti in diverse aree "a rischio" campane. Prima del tour estivo 2010 Gennaro de Rosa e Peppe Siracusa escono dalla formazione e a partire dal 17 giugno 2010, con il concerto al Magnolia di Milano (rimandato per pioggia), entrano come seconde voci Valerio Jovine, fratello del bassista e cofondatore del gruppo Massimiliano, leader della omonimo gruppo reggae  Jovine e Speaker Cenzou, storico collaboratore dei 99 Posse sin dai tempi di Rigurgito Antifascista e L'Anguilla.
Nel 2010 i 99 Posse hanno aderito alla campagna lanciata da Greenpeace contro il rilancio dell'energia nucleare in Italia, realizzando il brano No al nucleare insieme ad altri artisti quali: Piotta, Punkreas, Leo Pari, Adriano Bono (voce dei Radici nel cemento) e Torpedo Sound Machine (del collettivo Torpedo). Il 7 giugno 2010 i 99 Posse hanno pubblicato il singolo Antifa, rendendolo liberamente scaricabile dal sito di XL Repubblica. Si tratta del primo singolo inedito dopo la loro reunion. I 99 Posse hanno realizzato un nuovo album dal titolo "Cattivi guagliuni", prodotto dalla propria etichetta discografica Novenove, che è uscito su iTunes il 18 ottobre 2011 arrivando subito al primo posto nella categoria hip hop e terzo nella classifica generale di iTunes Italia. Il disco è uscito il 25 ottobre 2011 nei negozi distribuito da Artist First. In occasione del ballottaggio del 2011 per l'elezione del sindaco di Napoli i 99 Posse diffondono un appello a votare per l'ex-magistrato e candidato della sinistra Luigi de Magistris.
Il 15 settembre 2012 partecipano alla Rock Fest del paese di Sant'Antonio Abate PummaRock. Il 18 ottobre 2012 sulla loro pagina Twitter esprimono apprezzamento per le dichiarazioni di Nichi Vendola in una trasmissione televisiva, apprezzamento che il sito www.pubblicogiornale.it interpreta come sostegno per le primarie del centro-sinistra per la scelta del candidato Presidente del consiglio. Il 19 ottobre 2012 smentiscono risolutamente, con un comunicato apparso sulla propria pagina ufficiale di Facebook, qualsiasi appoggio a Nichi Vendola o ad altri candidati alle primarie del centro-sinistra. Il 6 giugno 2013 due componenti della band vengono aggrediti a Velletri da un gruppo di neofascisti. Il 22 giugno 2013 parte da Thiesi il nuovo tour. Dall'estate del 2015 sono direttori artistici del Newroz Festival, durante il quale hanno suonato nel 2016 insieme ai Subsonica.
Nel 2015, i 99 Posse entrano in studio con il Management per la realizzazione di Via da qua, cover di Lou X rielaborata per sensibilizzare l'opinione pubblica sul tema della trivellazione nell'Adriatico.

## Controversie
I 99 Posse sono stati oggetto di numerose accuse sia per la violenza di alcuni testi sia per il loro rapporto con la droga.
Nel testo della canzone Rigurgito antifascista si afferma che «l'unico fascista buono è il fascista morto» e il ritornello recita: «se vedo un punto nero ci sparo a vista», slogan coniati entrambi negli ambienti della sinistra extraparlamentare durante gli anni di piombo. Il CD Corto Circuito (1998) conteneva un videogioco nel quale fra l'altro si dovevano lanciare bottiglie molotov contro agenti di Polizia.
Nel 2001 l'amministrazione comunale di Palermo negò al gruppo il permesso di esibirsi nel capoluogo siciliano per motivi di ordine pubblico, in quanto «socialmente pericolosi». Nel corso degli anni altri concerti della band sono stati occasione di forti polemiche politiche. Nell'agosto 2014 un loro concerto a Verona fu annullato con motivazioni analoghe a quelle addotte a Palermo.
Tutti i componenti del gruppo furono rinviati a giudizio dal Giudice per le indagini preliminari con l'accusa di "istigazione all'uso di stupefacenti ai danni di minorenni" per aver fumato hashish sul palco durante un concerto a Fabriano.
La cerimonia di nozze del cantante Luca Persico, avvenuta nel 2009, ha avuto inizio con la lettura di uno scritto di Margherita Cagol – cofondatrice delle Brigate Rosse assieme a Renato Curcio, Alberto Franceschini e altri – rimasta uccisa in uno scontro a fuoco con i Carabinieri nel 1975.
Nel 2010 Persico ha dichiarato di aver lottato per 4 anni contro la dipendenza da crack, che l'aveva quasi ucciso. Sempre nel 2010 il bassista del gruppo Massimo Jovine viene arrestato a Scampia per possesso di eroina e condannato a 1 anno e 4 mesi con sospensione della pena perché incensurato. Il bassista ha reso nota la sua versione dell'accaduto in una lettera di denuncia contro la legislazione italiana sulle droghe che ha eliminato il confine tra spacciatori e consumatori.
Nel settembre 2023 il gruppo fu accusato di sostenere la propaganda di Vladimir Putin per aver esposto durante un concerto bandiere delle città filorusse di Luhans'k e Donec'k.

## Formazione

### Formazione attuale
- Luca "'O Zulù" Persico – voce (1991-2002, 2009-presente)
- Marco "Kaya Pezz8" Messina – campionatore e dub master (1991-2002, 2009-presente)
- Massimo "JRM" Jovine – basso, cori (1991-2002, 2009-presente)
- Simona Boo – seconda voce (2015-presente)

### Collaboratori attuali
- Giuseppe Spinelli – chitarre (2021-presente)
- Antonio Esposito – batteria (2021-presente)

### Ex componenti
- Meg – voce (1994-2002)
- Papa J (Giampiero Da Dalto) – voce (1991-1992)
- Sacha Ricci – tastiere, campionatore (1996-2002, 2009-2021)
- Claudio "Clark Kent" Marino – batteria (1995-2002, 2009-2021)

### Ex collaboratori dal vivo
- Mariano Caiano – percussioni (1993-1995)
- Gianni Mantice – chitarra (1995-1997)
- Francesco Villani – tastiere (2001)
- Peppe Siracusa – chitarra (2009-2010)
- Gennaro De Rosa – percussioni (2009-2010)

## Discografia

### Album in studio
- 1993 – Curre curre guaglió
- 1995 – Guai a chi ci tocca (con i Bisca)
- 1996 – Cerco tiempo
- 1998 – Corto circuito
- 2000 – La vida que vendrà
- 2011 – Cattivi guagliuni
- 2014 – Curre curre guaglió 2.0
- 2016 – Il tempo. Le parole. Il suono

### Album dal vivo
- 1992 – Leoncavallo Live (con i Bisca e Almamegretta)
- 1994 – Incredibile Opposizione Tour (con i Bisca)

### Raccolte
- 2001 – NA9910º

### Singoli
- 1992 – Rafaniello/Salario garantito
- 2010 – Antifa
- 2021 – Comanda la gang
- 2021 – Nero su bianco

### Colonne sonore
- 1993 – Sud (dal film di Gabriele Salvatores)

### Remix
- 1993 – Curre curre guaglió remix
- 1997 – Cerco tiempo remix
- 1998 – Quello che remix
- 1998 – Corto circuito i remix
- 2001 – Sfumature/Sub remix
- 2001 – Comincia adesso remix

### Split
- 1994 – Incredibile opposizione dal vivo (con i Bisca)

### Apparizioni in compilation
- 1992 – Italian Posse I
- 1992 – Notte Di Rime Dirette
- 1993 – Sott'attacco Dell'idiozia
- 1993 – Italian Posse II
- 1993 – Live Al Faro – Ricomincio Dal Faro Autoprod.
- 1993 – Leoncavallo Live
- 1993 – Senza Tetto Non Ci Sto
- 1993 – Camminare Sotto Il Cielo Di Notte
- 1994 – Hokahey
- 1994 – L'Italia Del Rock N°12
- 1994 – Cantanapoli Antifascista
- 1995 – Rap Rap Rappresaglia

### Collaborazioni
- 1993 – E cantava le canzoni - Tributo a Rino Gaetano (collaborazione con Sergio Messina nel brano Spendi Spandi Effendi)
- 1997 – Sudeuropa (dall'album Eta Beta dei Timoria)
- 1997 – Cuore nero (dall'album Cuore nero di Franco Ricciardi)
- 1999 – Onda D'urto (compilation)
- 1999 – Napoli per il Kurdistan (compilation con Daniele Sepe, No Domo, Almamegretta, Bisca e altri)
- 2000 – L'anguilla (dall'album La vida que vendrà con Speaker Cenzou)
- 2001 – Evviva 'O Rrè (dall'album Medina di Pino Daniele)
- 2015 – Via di qua (singolo del gruppo musicale italiano Management)

## Videografia

### Video musicali
| Anno | Titolo                                                            | Regista/i                        |
| ---- | ----------------------------------------------------------------- | -------------------------------- |
| 1996 | Non c'è tempo                                                     | Alessandra Pescetta              |
| 1998 | Corto circuito                                                    | Antonio Di Peppo, Luca Merli     |
| 1998 | Me siente?                                                        | Luca Merli                       |
| 1998 | Quello che                                                        | Alessandra Pescetta              |
| 1998 | Focolaio                                                          |                                  |
| 2000 | Comincia adesso                                                   | Claudio Sinatti                  |
| 2000 | Sfumature                                                         | Giovanni Zanin                   |
| 2000 | L'anguilla                                                        | Claudio Sinatti                  |
| 2000 | Comuntwist                                                        | Antonio Bocola, Paolo Vari       |
| 2001 | Amerika                                                           | Enrico Ghezzi                    |
| 2001 | Stop That Train                                                   | Ascanio Malgarini                |
| 2011 | Cattivi guagliuni                                                 | Abel Ferrara                     |
| 2012 | Tarantelle pe' campà (feat. Caparezza)                            | Francesco Ebbasta                |
| 2012 | Mai più io sarò saggio                                            | Daniele Vicari                   |
| 2012 | Yes Weekend                                                       | Giovanni Iavarone, Marco Raio    |
| 2012 | University of Secondigliano (feat. Clementino)                    | Fabio Gargano                    |
| 2013 | Stop That Train '13                                               | Mario Luppichini                 |
| 2013 | Mo' basta (feat. Fuossera)                                        | Filippo Gamen, Alessandro Romano |
| 2014 | Curre curre guaglió Still Running (feat. Mama Marjas e Alborosie) | Mirko De Angelis                 |
| 2014 | Stato di emergenza                                                | Rocco Messina                    |
| 2015 | 87 ore                                                            | Costanza Quatriglio              |
| 2016 | Combat Reggae (feat. Mama Marjas)                                 | Marco Maraniello                 |
| 2016 | Va bene                                                           | Totto Renna                      |
| 2017 | Dedicata                                                          | Luciano Filangieri               |
| 2021 | Comanda la gang                                                   | Mauro Ronga                      |
| 2021 | Nero su bianco                                                    | Bagya D. Lankapura               |

#### Partecipazioni in videoclip di altri artisti
| Anno | Titolo          | Artista                                              | Regista/i            |
| ---- | --------------- | ---------------------------------------------------- | -------------------- |
| 2016 | Via da qua      | Management del Dolore Post-Operatorio feat. 99 Posse | Duilio Scalici       |
| 2016 | Aziz            | Francesco Di Bella feat. 99 Posse                    | Cosimo Alemà         |
| 2017 | Libertad        | Dope One feat. 99 Posse                              | Gianluigi Sorrentino |
| 2021 | Vieneme a truvà | Luca Rustici feat. 99 Posse                          | Mario Suarato        |

## Premi
- 1994 – Targa Tenco per la "Miglior opera in dialetto" con Curre curre guaglió
- 2000 – Targa Tenco per la "Miglior opera in dialetto" con La vida que vendrà
- Ciak d'oro
  - 1994 – Migliore colonna sonora per Sud[20]